# Heartland Wrestling Association
La Heartland Wrestling Association è una federazione di wrestling statunitense con sede nella città di Cincinnati fondata nel 1995 da Brady Laber e Les Thatcher.
La HWA è stata un territorio di sviluppo della World Championship Wrestling e della World Wrestling Federation  negli anni novanta e nei primi anni duemila.

## Storia
La HWA iniziò la sua attività nel 1995, quando venne fondata da Les Thatcher e Brady Laber, in associazione con la scuola di wrestling Main Event Pro Wrestling Camp.
La HWA fece da territorio di sviluppo alla WWF e alla WCW e molti dei talenti che si sono messi in luce negli anni 2000 vengono da lì. Alcuni esempi sono Mike Sanders, Shannon Moore, Charlie Haas, Russ Haas, Matt Hardy, Jeff Hardy e, in ambito della WCW, Bill DeMott e Elix Skipper. Nonostante il rapporto di collaborazione sia terminato, alcuni esaminatori della WWE si recano spesso a Cincinnati per testare alcuni talenti ed eventualmente per metterli sotto contratto.
Oltre al programma Adrenaline, la HWA ha anche organizzato tre pay-per-view tra il 2006 e il 2007. Il primo si è tenuto il 17 marzo 2006 a Evendale e si chiamò CyberClash, il secondo ebbe luogo il 10 giugno dello stesso anno a Dayton e si chiamò Road to Destiny e l'ultimo, CyberClash 2.0, ebbe luogo ancora a Evendale il 10 marzo 2007.

## Titoli
| Titolo                              | Campione attuale           | Campione precedente                                | Data vinto      | Luogo    |
| ----------------------------------- | -------------------------- | -------------------------------------------------- | --------------- | -------- |
| HWA Heavyweight Championship        | Ron Mathis                 | Jake Crist                                         | 19 ottobre 2012 | Hamilton |
| HWA American Luchacore Championship | Remi Wilkins               | Trevor Court                                       | 2 ottobre 2012  | Hamilton |
| HWA Tag Team Championship           | Chris Hall e Jesse Emerson | The Heavyweight Heroes (Clark Konnor e Jon Murray) | 24 aprile 2012  | Hamilton |

### Titoli defunti o inattivi
| Titolo                         | Ultimo campione  | Campione precedente | Data vinto      | Luogo      |
| ------------------------------ | ---------------- | ------------------- | --------------- | ---------- |
| HWA Cruiserweight Championship | Aaron Williams   | Vacante             | 20 maggio 2009  | Middletown |
| HWA Television Championship    | Ganger           | Quinten Lee         | 5 giugno 2007   | Cincinnati |
| HWA Barroom Brawl Championship | JT Stahr         | Vacante             | 21 aprile 2006  | Cincinnati |
| HWA European Championship      | Nigel McGuinness | Hoss                | 4 novembre 2003 | Cincinnati |